# Sheila Abdus-Salaam
Sheila Abdus-Salaam (ur. 14 marca 1952 w Waszyngtonie, zm. 12 kwietnia 2017 w Nowym Jorku) – amerykańska prawniczka, sędzia.

## Życiorys
Urodzona jako Sheila Turner 14 marca 1952 r. w Waszyngtonie, pochodziła z wielodzietnej (sześcioro rodzeństwa) rodziny robotniczej. W rodzinnym mieście uczęszczała do szkół publicznych, po czym w 1974 r. ukończyła Barnard College, a w 1977 uzyskała dyplom w zakresie prawa na Columbia Law School. W jej grupie zajęciowej uczył się także późniejszy prokurator generalny USA – Eric Holder.
Po studiach pracowała do 1980 r. w firmie prawniczej East Brooklyn Legal Services. W swojej pierwszej pracy była publicznym obrońcą na Brooklynie i najczęściej reprezentowała osoby ubogie i imigrantów w sporach z osobami wynajmującymi im mieszkania.
Następnie została asystentką prokuratora w Departamencie Prawa, Praw Obywatelskich i Nieruchomości stanu Nowy Jork (1980-1988) i w tym okresie wyróżniła się wygraniem procesu, w którym 30 kobiet kierujących autobusami oskarżyło pracodawcę o niesprawiedliwe pomijanie ich w awansach. Później do 1991 r. pracowała jako główny doradca Biura Usług Pracowniczych miasta Nowy Jork. Od 1992 r. rozpoczęła karierę sędziowską, po tym jak w poprzednim roku została wybrana do Sądu Cywilnego Miasta Nowy Jork.
W 1993 r. wybrano ją do Sądu Najwyższego stanu Nowy Jork, a w 2007 uzyskała reelekcję. W 2009 r. została nominowana przez gubernatora Davida A. Patersona na sędziego sekcji apelacyjnej Sądu Najwyższego Stanu Nowy Jork. W 2013 r. gubernator Andrew M. Cuomo mianował ją do Sądu Apelacyjnego Stanu Nowy Jork, co stanowy Senat zatwierdził 6 maja 2013 roku. Abdus-Salaam była pierwszą Afroamerykanką, która zasiadała w Sądzie Najwyższym Stanu Nowy Jork i tamtejszym Sądzie Apelacyjnym. Powszechnie znana z liberalnej afiliacji i progresywnych wyroków, m.in. w sprawie o prawo niebiologicznego rodzica do opieki nad dzieckiem w związku jednopłciowym.
Powszechnie, aczkolwiek błędnie, znana jako pierwsza w kraju sędzia będąca muzułmanką. Abdus-Salaam posiadała muzułmańskie nazwisko po pierwszym mężu i zatrzymała je po rozwodzie, jednak nigdy nie przeszła na islam. Jednocześnie nigdy nie korygowała tej pomyłki i nie miała jej nikomu za złe.
Zmarła 12 kwietnia 2017 roku, jej ciało znaleziono w rzece Hudson. Dzień wcześniej jej mąż zgłosił jej zaginięcie. Jako jedną z najbardziej możliwych przyczyn śmierci brano pod uwagę samobójstwo, gdyż jej matka i brat zmarli z takiej właśnie przyczyny o tej samej porze roku, a ponadto nie znaleziono ran lub innych widocznych oznak udziału osób trzecich. Śmierć sędzi odbiła się szerokim echem w Nowym Jorku, oświadczenie wydali m.in. gubernator stanu Nowy Jork Andrew M. Cuomo i burmistrz Nowego Jorku Bill de Blasio.
Przez macierzystą uczelnię została w 2013 r. wyróżniona Lawrence A. Wien Prize for Social Responsibility, ponadto została laureatką nagrody Trailblazers in Justice (2014) i nagrodą im. Stanleya H. Fulda (2016). Pełniła funkcję prezesa nowojorskiego oddziału Narodowej Konferencji Czarnych Prawników.
Trzykrotnie wychodziła za mąż, jej drugim mężem był James Hatcher, a trzecim pastor Gregory Jacobs.